# Tokiói főegyházmegye
A Tokiói Főegyházmegye római katolikus egyházmegye Japánban. 1846. május 1.-jén alapította XVI. Gergely pápa Japán apostoli vikariátus néven, majd IX. Piusz pápa nevezte át Észak-Japán apostoli vikariátusra 1876-ban.

## Története
A térítés 1549-ben kezdődőtt Xavéri Szent Ferenc megérkezésével.1587-ben Tojotomi Hidejosi betiktotta a kereszténységet és a térítőket az ország elhagyására kényszerítette.
1858-ban a Párizsi Külföldi Missziós Társaság érkezett az országba.

## Érsekek listája
- Théodore-Augustin Forcade
- C. Collin
- Bernard Petitjean
- Pierre-Marie Osouf
- Pierre-Xavier Mugabure
- François Bonne
- Jean-Pierre Rey
- Jean-Baptiste-Alexis Chambon
- Peter Tatsuo Doi
- Peter Seiichi Shirayanagi
- Peter Takeo Okada
- Tarcisio Isao Kikuchi

## Fordítás
- Ez a szócikk részben vagy egészben  a   Roman Catholic Archdiocese of Tokyo című angol Wikipédia-szócikk fordításán alapul.  Az eredeti cikk szerkesztőit annak laptörténete sorolja fel. Ez a jelzés csupán a megfogalmazás eredetét és a szerzői jogokat jelzi, nem szolgál a cikkben szereplő információk forrásmegjelöléseként.